# Ptak (osada)
Ptak (niem. Ptakmühle, w latach 1938–1945 Oelsnitzmühle) – nieistniejąca kolonia nad rzeczką Szkotówką (wcześniej Plack M. nad rzeczką Omulef) w gminie Kozłowo, będąca obecnie częścią wsi Rogóż w województwie warmińsko-mazurskim, w powiecie nidzickim.
W 1871 był to młyn należący do wsi Rogóż. W tym czasie w osadzie mieszkało 11 osób. Dawna nazwa niemiecka osady – Plack M, Ptack, Ptak Mühle lub Ptamühle, od 1938 – Oelsnitzmühle. Po 1945 – w gminie Rogoż, w powiecie niborskim. W wykazie nazw miejscowości powiatu nidzickiego, według stanu z 1 stycznia 1974 roku, Ptak był kolonią (osada, wybudowanie) sołectwa Rogóż, obsługiwaną przez pocztę w Szkotowie, najbliższy przystanek PKS mieścił się w Rogoży, a najbliższa stacja PKP mieściła się w Nidzicy.
Obecnie nazwa nie występuje w zestawieniu nazw miejscowości, w rejestrze TERYT, nie ma jej w zestawieniach PRNG. W miejscu tym występuje zabudowa, którą widać na zdjęciach satelitarnych, a adres w serwisie mapowym OpenStreetMap podaje Rogóż 14.